# Sören
Sören är ett mansnamn och en dansk och norsk variant av det latinska namnet Severinus (Severin) som är bildat av det latinska adjektivet severus 'allvarsam, sträng'. 
Namnet har förekommit i Sverige sedan 1500-talet men fick namnsdag först 1901. Det blev ett modenamn på 1930-talet och fram till mitten av seklet. Idag är det endast ett fåtal i varje årskull som får namnet. Den 31 december 2009 fanns det totalt 17 786 personer i Sverige med namnet Sören/Søren, varav 7 287 med det som tilltalsnamn. År 2003 fick 52 pojkar namnet, varav 1 fick det som tilltalsnamn.
Namnsdag i Sverige: 23 oktober (sedan 1901). I den finlandssvenska namnsdagslängden har Sören namnsdag 23 oktober sedan 1973.

## Personer med namnet Sören
- Sören Abildgaard, dansk konstnär
- Sören Antman, pugilist
- Sören Aspelin, skådespelare
- Sören Boström, bandyspelare
- Søren Bundgaard, dansk singer-songwriter och musikproducent
- Sören Börjesson, fotbollsspelare
- Sören Claeson, brottare, OS-brons 1984
- Sören Cratz, fotbollstränare
- Sören Dalevi, biskop i Karlstads stift
- Sören Fex, läkare
- Sören Gunnarsson, landshövding i Örebro län
- Sören Gyll, industriman och tidigare koncernchef för Volvo
- Søren Hallar, dansk professor och författare
- Sören Hansen, sångare och musiker
- Karl-Sören Hedlund, ishockeyspelare
- Sören Holmberg, professor i statsvetenskap
- Sören Juvas, HBT-socialdemokrat
- Sören Järelöv, fotbollstränare
- Søren Kierkegaard, dansk filosof och författare
- Søren Norby, dansk sjömilitär
- Sören Nordin, kusk och tränare inom travsport
- Sören Olsson, svensk författare
- Søren Pilmark, dansk skådespelare
- Sören Renulf, operasångare
- Sören Tallhem, friidrottare
- Sören Åkeby, fotbollstränare